# Giralda (1898)
El Giralda fue un buque usado como yate y como aviso construido para el famoso político, estadista y deportista Hugh McCalmont en 1894. Poco antes del inicio de la guerra hispano-estadounidense fue adquirido por la Armada Española para ser utilizado como aviso, y tras la contienda, fue utilizado como yate real por Alfonso XIII.

## Diseño y construcción
Fue puesto en grada con el número 376 del astillero, produciéndose su botadura el 28 de agosto de 1894.
Estaba dotado de dos máquinas de triple expansión de cuatro cilindros, el primero de ø0,625 m, el segundo de ø1 m, y los dos últimos de ø1,13 m, con una carrera de 685 mm. Las calderas cilíndricas, estaban timbradas a 11,5 kg/cm².
Las carboneras con una capacidad de 496 t estaban dispuestas de tal manera que envolvían la maquinaria, para que le sirviera de protección a la misma. Sus máquinas rindieron en sus pruebas de mar 8500 shp, lo que le permitió alcanzar una velocidad de 20,9 nudos.

## Historial

### Historia previa a su incorporación a la Armada
Tras ser entregado a McCalmon, batió el récord de la travesía de Inglaterra al Mediterráneo, navegando las 1000 mni que separan Dartmouth de Gibraltar en 61 horas. 
Ante la inminencia de la guerra entre España y Estados Unidos el buque fue ofrecido en primer lugar al gobierno americano, y tras la negativa y falta de interés por su parte, al Gobierno español que acepta su compra el 28 de marzo de 1898 por 60 000 libras esterlinas, o su equivalente 300 000 dólares estadounidenses, que al cambio, supusieron 2 250 000 pesetas.

### Guerra hispano-estadounidense
Tras su compra, arribó a Barcelona el 27 de marzo de 1898 siendo designado su comandante el 1 de abril el capitán de fragata Rafael Rodríguez de Vera, zarpando con destino a Cádiz el 20 de abril tras completar su artillado y cargar carbón.
Durante la Guerra hispano-estadounidense, se planeó un contragolpe que aliviara la situación del Almirante Cervera y de si era posible, realizar algún bombardeo sobre la costa americana. Para llevar a cabo tal contraataque, el elegido fue el almirante Manuel de la Cámara y Livermore.
Se trataba de crear dificultades, con los buques que quedaban en España, a los norteamericanos y posibilitar alguna victoria que elevase la moral española. Para ello se iban a crear tres divisiones navales que pudieran desconcertar al enemigo:
- la 1ª División estaría al mando del propio Cámara, y estaría compuesta por el crucero Carlos V, los cruceros auxiliares Meteoro, Patriota y Rápido, así como el aviso Giralda;

- la 2ª División estaría al mando del capitán de navío José Ferrándiz, y estaría compuesta por el acorazado Pelayo, el acorazado-guardacostas Vitoria y los destructores Audaz, Osado y Proserpina;

- la 3ª División estaría mandada por el capitán de navío José Barrasa, compuesta únicamente de tres cruceros auxiliares, el Buenos Aires, el Antonio López y el Alfonso XII.

Debido a la corta autonomía del acorazado Pelayo y del Vitoria, la 2ª División haría una maniobra diversiva, navegando unos días en dirección al teatro de operaciones del mar Caribe, cambiando el rumbo posteriormente para regresar a aguas nacionales y proteger las costas españolas de un posible ataque norteamericano, uniéndoseles el crucero protegido Alfonso XIII, una copia de la clase Reina Regente.
La 1ª División, se dirigiría hacia las islas Bermudas, donde recibiría órdenes e informes, para iniciar posteriormente un ataque contra la costa este americana, dirigiéndose hacia el norte, rumbo a Halifax en Canadá, dominio británico, para recibir nuevas instrucciones, y trasladarse después al mar Caribe, cayendo sobre las islas Turcas y Caicos.
La 3ª División debería dirigirse hacia la zona del cabo San Roque, en Brasil, y desde allí dedicarse a hostigar el tráfico mercante enemigo.
Esta acción no llegaría a producirse, entre otros motivos por las presiones británicas, que no deseaban la extensión de la guerra a todo el Atlántico.
Con posterioridad, se formaría otra escuadra que zarpó de Cádiz el 16 de junio, también bajo el mando del almirante Cámara con órdenes de dirigirse a Filipinas. Dicha escuadra, sería retenida en el canal de Suez hasta lo indecible, mientras que el magnate de la prensa W. Hearst daba la orden a un enviado suyo de que adquiriese un buque para hundirlo en el lugar donde pudiera obstaculizar el paso de la escuadra española. Tras la derrota en la batalla naval de Santiago de Cuba, se ordenó el retorno a la península de la escuadra de reserva, arribando el almirante Cámara a Vigo  bordo del Giralda.
Una vez finalizada la contienda trasladó en 1899 los restos de Cristóbal Colón desde Cádiz, a donde habían llegado el 16 de enero de 1899 procedentes de La Habana a bordo del crucero Conde de Venadito, hasta Sevilla, a donde arribó el 19 de enero y donde recibieron sepultura en la Catedral de Sevilla.

### Yate real
En 1900, por Decreto del 18 de mayo del Ministerio de Marina, se describió técnicamente la situación de los buques de la Armada en ese momento y se dieron de baja 25 unidades por considerarse ineficaces. Respecto al Giralda:

El Giralda, por su buen estado y su andar, aunque sin valor militar alguno, y deficiente por varios conceptos como aviso, sirve también para comisiones de paz y servicios internacionales a que la Marina puede estar justamente obligada.

El 16 de agosto de 1900 la reina regente María Cristina y sus hijos Alfonso XIII, María de las Mercedes y María Teresa, con el presidente del Gobierno, Francisco Silvela, embarcaron en el Giralda en el municipio vasco de San Sebastián. Aquel día llegaron a Bilbao. El 18 de agosto fueron a Gijón y el 20 a Avilés, en Asturias. El 22 de agosto fueron a La Coruña, Galicia. El 28 de agosto visitaron los municipios gallegos de Muros, Villagarcía de Arosa, Marín y Vigo. El 1 de septiembre visitaron la ciudad de Ferrol. El 8 de septiembre fueron a Santander, y el 10 de septiembre regresaron a San Sebastián. Desde entonces fueron usuales estos cruceros veraniegos de la familia real.
El 2 de mayo de 1904 Alfonso XIII fue en el Giralda, acompañado por el acorazado Cardenal Cisneros, a Melilla. El 3 de mayo recalaron entre las islas del Congreso y de Isabel II, en las Chafarinas, y el rey fue a visitar la isla de Isabel II en la falúa real. Aquel día viajaron a Ceuta.

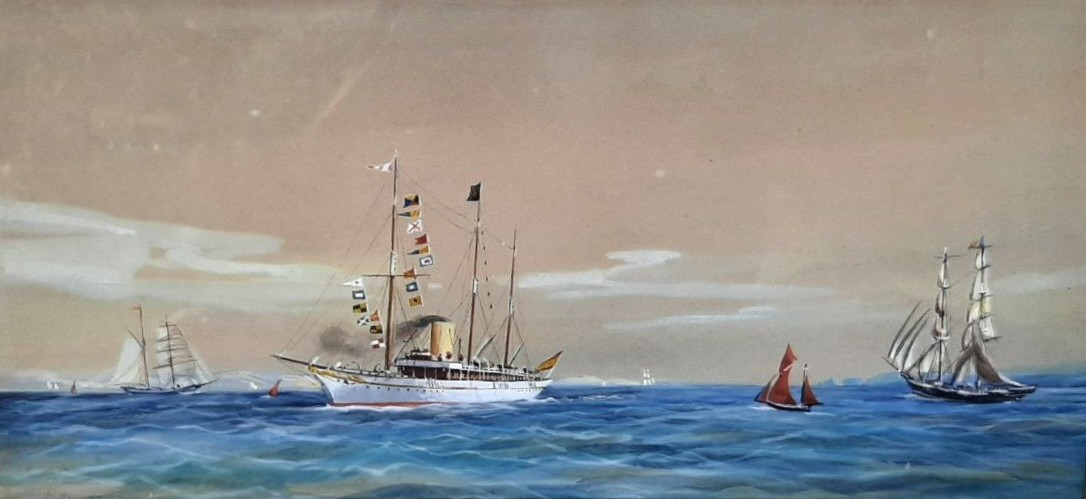
Marina representando el yate Giralda y balandros, por Antonio de Caula y Concejo, ca. 1900-1912 (colección particular).

En 1904 recibió experimentalmente junto al Extremadura y el Pelayo la instalación de una estación de TSH Telefunken.
Zarpó con el rey a bordo desde Castellón, escoltado por el Cisneros y el Numancia la tarde del 13 de abril de 1905 con destino Alicante, a donde arribarían los tres buques en la mañana del 14 de abril. En junio de ese mismo año el rey inició un viaje a Francia y Gran Bretaña. Partió en el yate real Giralda hasta el puerto francés de Cherburgo, escoltado por el Cisneros y el Princesa de Asturias. Desde allí pusieron rumbo al puerto británico de Portsmouth, para finalmente arribar a Ferrol el día 19. Pese a que el rey regresó a España unos días antes, los buques permanecieron en el puerto inglés en visita de cortesía.
En abril de 1906 trasladó a Alfonso XIII en el primer viaje de un monarca a Canarias escoltado por el Princesa de Asturias. El 30 de julio zarpó escoltado por el Princesa de Asturias desde San Sebastián con destino Cowes, en la isla de Wight, en la visita que los reyes realizaron a este puerto. El día 1 de agosto los buques españoles arribaron a Cowes, y el 13 partieron con rumbo a Southampton, donde los reyes tomaran un tren que les conducirá a Escocia, el día 20, tras la visita a Escocia, el Giralda y el Princesa zarparon desde Southampton con destino a Cowes, donde arribaron el 21, el 23 los buques llegan a San Sebastián.
El 8 de abril de 1907, fue escenario de la cumbre real celebrada en el mar frente a Cartagena entre el rey Alfonso XIII y el británico Eduardo VII En el puerto cartagenero fondearon además del Giralda, el acorazado guardacostas Numancia, el Extremadura, el Infanta Isabel, el Lepanto, el Princesa de Asturias y los torpederos Ordóñez y Acevedo.
En junio de 1911 zarpó desde Santander escoltado por el Reina Regente, con el rey Alfonso XIII a bordo, con destino a Inglaterra donde participó en las regatas de Cowes, regresando en agosto.
El rey se alojó en el Giralda durante la celebración del centenario de la constitución de 1812 en Cádiz.

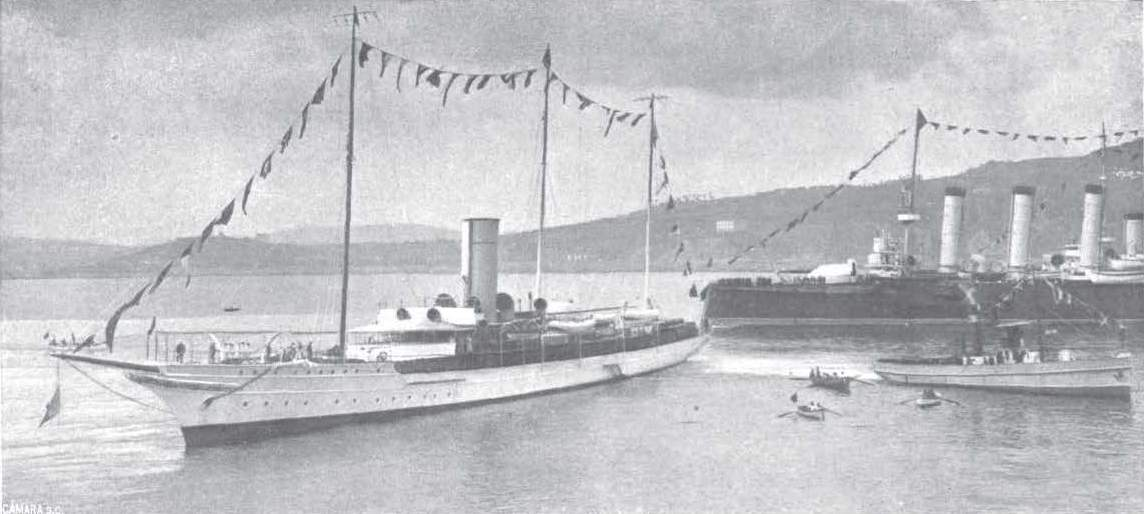
El yate Giralda, de Alfonso XIII, en el puerto de Gijón en 1912. En segundo plano, la popa del crucero acorazado Carlos V.

### Buque hidrográfico
Tras pasar por los astilleros para hacerle un recorrido al casco, en 1918, fue utilizado como buque escuela, pasando en 1920 a desempeñar papeles de buque hidrográfico de la Armada, tarea en la que permaneció hasta 1934.

### Baja y desguace
Antes del inicio de la guerra civil se intentó venderlo para desguace, cosa que no sucedió hasta 1940, siendo desguazado el buque en Sevilla.

### Anécdota
El buque Giralda debía salir en un sello dedicado a barcos de época en emisión española del 15 de julio de 1994, pero sorpresivamente el barco que salió en el sello fue otro.